# Xenija Sergejewna Djatschenko
Xenija Sergejewna Djatschenko (russisch Ксения Сергеевна Дьяченко; * 7. Dezember 1994 in Krasnodar) ist eine russische Handballspielerin.

## Karriere
Djatschenko lief ab 2012 für GK Rostow am Don auf, mit dem sie 2015 den russischen Pokal gewann. Die Rückraumspielerin wechselte 2015 zu GK Kuban Krasnodar. Nachdem Djatschenko zwei Jahre für Kuban aufgelaufen war, schloss sie sich GK Lada Toljatti an. Mit Lada wurde sie in der Saison 2017/18 russische Vizemeisterin. Daraufhin wechselte sie zu AGU-Adyif aus Maikop. Im Sommer 2020 schloss sie sich dem Erstligisten Swesda Swenigorod an. Ab der Saison 2023/24 stand sie beim Ligakonkurrenten PGK ZSKA Moskau unter Vertrag. Mit ZSKA gewann sie 2024 und 2025 die russische Meisterschaft sowie 2024 den russischen Pokal. Im Sommer 2025 kehrte sie nach Swenigorod rurück.
Djatschenko spielt seit dem Jahre 2011 Beachhandball. Mit der russischen Jugend-Beachhandballnationalmannschaft gewann sie 2012 die Bronzemedaille bei der Europameisterschaft. Seit 2013 gehört sie dem Kader der russischen Beachhandballnationalmannschaft an. Bei der Beachhandball Euro 2019 war sie mit 157 Punkten Topscorerin und damit Teil des All-Star-Teams des Turniers.